# Critolao de Megalópolis
Critolao de Megalópolis (en griego antiguo: Κριτόλαος, Kritólaos) fue un general (strategos) de la Liga Aquea en la Antigua Grecia.  Sirvió menos de un año, de 147 a. C. a 146 a. C. Después de su muerte en la Batalla de Escarfia, fue reemplazado por Dieo, el anterior general de la Liga Aquea. 